# 大迫辰雄
大迫 辰雄（おおさこ たつお、1917年〈大正6年〉- 2003年〈平成15年〉）は、日本交通公社職員。千葉県千葉市出身。第2次世界大戦中の日本において、ユダヤ人を安全に亡命させるために尽力した人物の一人。

## 概要
1939年（昭和14年）、ドイツ軍のポーランド侵攻によって、第2次世界大戦が勃発。ナチス・ドイツが占領地にてホロコースト等のユダヤ人迫害政策を行う中、ヨーロッパのユダヤ人は西ヨーロッパへの逃げ道を失い、東欧、そしてソ連方面へと逃れた。在米ユダヤ人協会がアメリカ合衆国連邦政府の許可を受け、米ウォルター・プラウンド社（後に英トーマス・クック社に合併）を通して、ジャパン・ツーリスト・ビューロー（現在の日本交通公社、JTB）にユダヤ人輸送の斡旋協力を依頼する。ビューローは「人道的見地からこの任務遂行を決断」し、ユダヤ人輸送の斡旋業務を行うこととした。斡旋業務の具体例は、名簿に記載された氏名と顔写真を基に照合、本人確認作業や在米ユダヤ人協会からの一時金の給付、米国等第三国への出国手続きなどであった。ビューローは敦賀に駐在員事務所を設置、天草丸に添乗員を派遣して業務にあたった。
1940年（昭和15年）、大迫はジャパン・ツーリスト・ビューロー入社2年目にして、敦賀―ウラジオストック間を結ぶ日本海航路を担う天草丸のアシスタント・パーサー（船員）として勤務していた。20回以上日本海を往復し、船上での添乗斡旋を行った。ナチス・ドイツによる占領地域から来た2000人以上のユダヤ人が、ソ連のウラジオストクから日本の敦賀に向かうのを助けた。彼らの多くは日本から米国へと亡命した。これら難民の多くは「日本のシンドラー」ことリトアニアの日本帝國在カウナス領事代理であった杉原千畝やソ連の日本帝國在ウラジオストク総領事代理であった根井三郎によって発給されたビザを持っていた。 1941年（昭和16年）に独ソ戦が始まり、シベリア鉄道経由でのユダヤ人亡命が行われなくなるまで斡旋業務は継続された。
大迫は戦後も日本交通公社で勤務しており、1966年（昭和41年）頃には国際観光振興会（現在の国際観光振興機構、JNTO）に出向している。なお、著述家である北出明は国際観光振興会で勤務していた頃は大迫の部下であり、『日本交通公社七十年史』や大迫と彼が助けたユダヤ人難民の写真アルバムを基に、ユダヤ人のナチス占領地脱出を助けた日本人について『命のビザ、遥かなる旅路―杉原千畝を陰で支えた日本人たち』（2012年、交通新聞社）を書いた。また、大迫自身も1995年（平成7年）に回想録を記している。大迫は2003年（平成15年）に死去した。

## 登場する作品

### 映像
映画
- 『杉原千畝 スギハラチウネ』（2015年、東宝） - 演：濱田岳